# Галф-Бріз (Флорида)
Галф-Бріз (англ. Gulf Breeze) — місто (англ. city) в США, в окрузі Санта-Роза штату Флорида. Населення — 6302 особи (2020).

## Географія
Галф-Бріз розташований за координатами 30°22′1″ пн. ш. 87°10′27″ зх. д. / 30.36694° пн. ш. 87.17417° зх. д. (30.366811, -87.174212).  За даними Бюро перепису населення США в 2010 році місто мало площу 61,02 км², з яких 12,12 км² — суходіл та 48,90 км² — водойми.

## Демографія
Згідно з переписом 2010 року, у місті мешкали 5763 особи в 2446 домогосподарствах у складі 1644 родин. Густота населення становила 94 особи/км².  Було 2673 помешкання (44/км²).
Расовий склад населення:
| - 95,7 % — білих - 1,4 % — азіатів - 0,6 % — корінних американців - 0,3 % — чорних або афроамериканців |

До двох чи більше рас належало 1,3 %. Частка іспаномовних становила 2,6 % від усіх жителів.
За віковим діапазоном населення розподілялося таким чином: 21,3 % — особи молодші 18 років, 58,4 % — особи у віці 18—64 років, 20,3 % — особи у віці 65 років та старші. Медіана віку мешканця становила 47,4 року. На 100 осіб жіночої статі у місті припадало 94,1 чоловіків;  на 100 жінок у віці від 18 років та старших — 90,8 чоловіків також старших 18 років.
Середній дохід на одне домашнє господарство  становив 123 183 долари США (медіана — 84 423), а середній дохід на одну сім'ю — 148 999 доларів (медіана — 104 987). Медіана доходів становила 71 528 доларів для чоловіків та 45 000 доларів для жінок. За межею бідності перебувало 5,3 % осіб, у тому числі 8,1 % дітей у віці до 18 років та 4,4 % осіб у віці 65 років та старших.
Цивільне працевлаштоване населення становило 3127 осіб. Основні галузі зайнятості: освіта, охорона здоров'я та соціальна допомога — 29,5 %, науковці, спеціалісти, менеджери — 12,9 %, мистецтво, розваги та відпочинок — 11,6 %, роздрібна торгівля — 11,5 %.

## Відомі люди

### Народилися в місті
- Ебіґейл Спенсер